# Micromodellismo
Il micromodellismo è una specialità del modellismo dinamico che si occupa della riproduzione in scala molto ridotta rispetto al vero. Spesso, si chiamano micromodello oggetti che possono stare in una mano e hanno un sistema motore che permette loro di muoversi autonomamente. A differenza dei modelli cui scopo è di replicare il più fedelmente possibile i dettagli rispetto al vero (di solito un mezzo di trasporto), senza potersi muovere con mezzi propri, il micromodello è pensato principalmente per la parte dinamica.

## Sistemi di controllo
Si distinguono fondamentalmente:
- Telecomandati (o filoguidati)
- Radiocomandati

### Telecomandi
I telecomandi sono collegati con un filo all'oggetto. Questa modalità di controllo tende a scomparire sempre più, limitante perché l'azione del filo impedisce molte figure. 

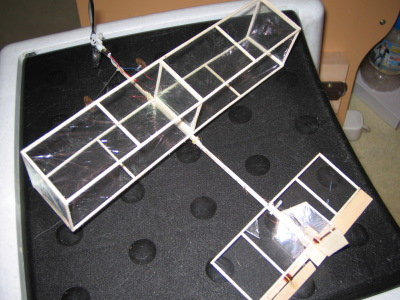
Realizzazione di un progetto di micromodello, telecomando ad infrarossi

### Telecomandi ad infrarosso (IR)
Questa modalità di controllo è particolarmente usata per volo indoor (palestra) distanza utile 30m, sufficiente per un micromodello di 3g e 15cm di dimensione (visibilità limitata).

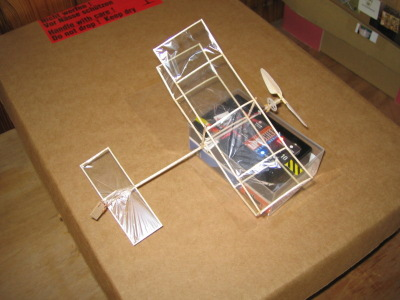
Square 5.5 microaereo di 2g, realizzato su progetto di Billy Stiltner, apertura alare 5.5"

- Il trasmettitore IR: autocostruito. È costituito da un circuito elettronico con un microcontrollore, un joystick e una batteria LiPo da due elementi.

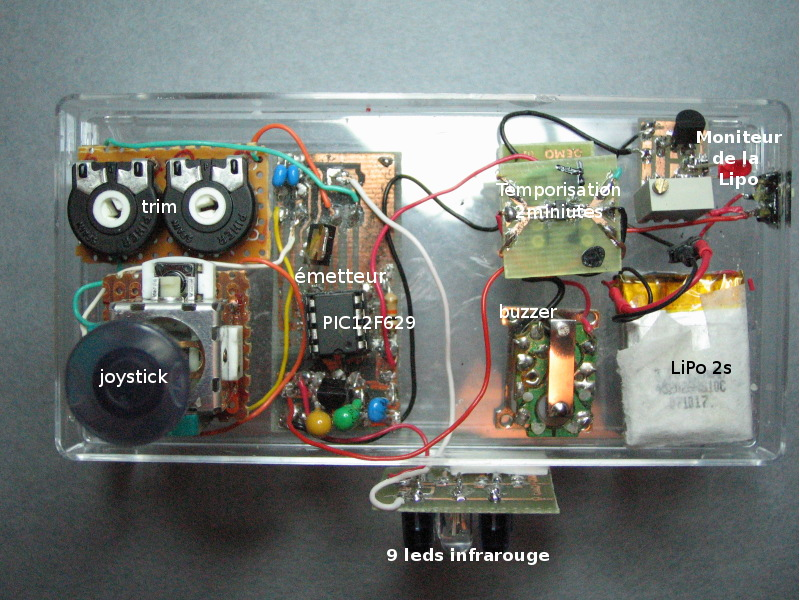
Emettitore IR

- La ricevente IR: dimensioni abbastanza grandi da essere montato da non-specialisti, si noti che il microcontrollore è un PIC10F200, la maggior parte dei componenti sono facili da reperire.

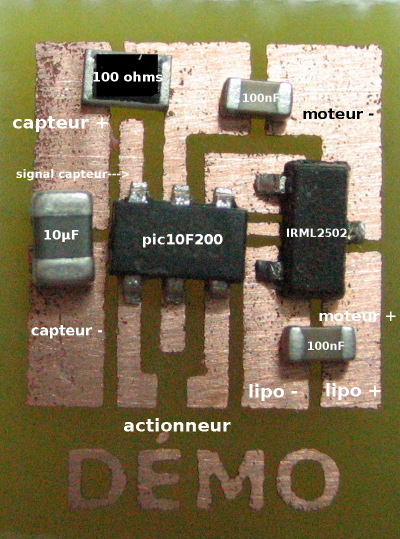
Implementazione della ricevente sul micromodello

Circuito stampato, nota il sensore a infrarossi a sinistra.

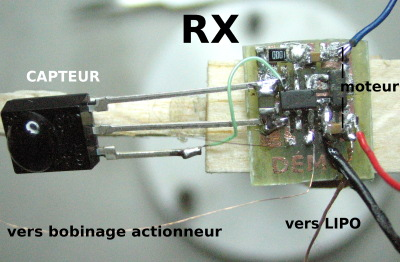
Ricevitore montato sul velivolo

### Il radiocomando
Il radiocomando è di gran lunga la modalità di controllo più sofisticata e più adatta al micromodellismo. Da verificare i conflitti di frequenza nel caso di più modelli funzionanti contemporaneamente.

## Il micromodellismo aereo
Il micromodellismo aereo è il più spettacolare. 

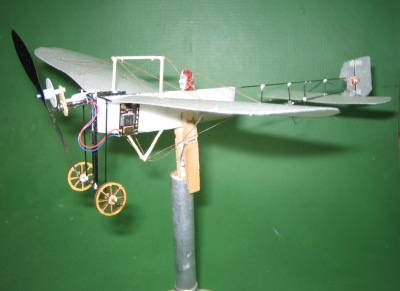
Blériot tipo traversata della Manica, 3.5g, in polistirene, radio a 868MHz

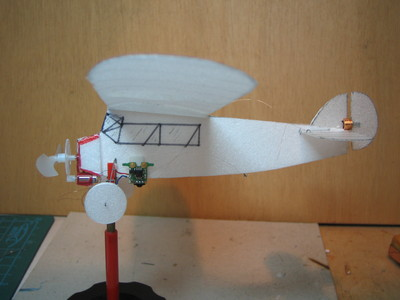
Renard R17, di B. Delhalle, 20cm, peso 4g

Si distinguono tre categorie:

### Microelicotteri
Repliche di elicotteri:
- Micro Hughes 300 FAIRY: un 2 assi

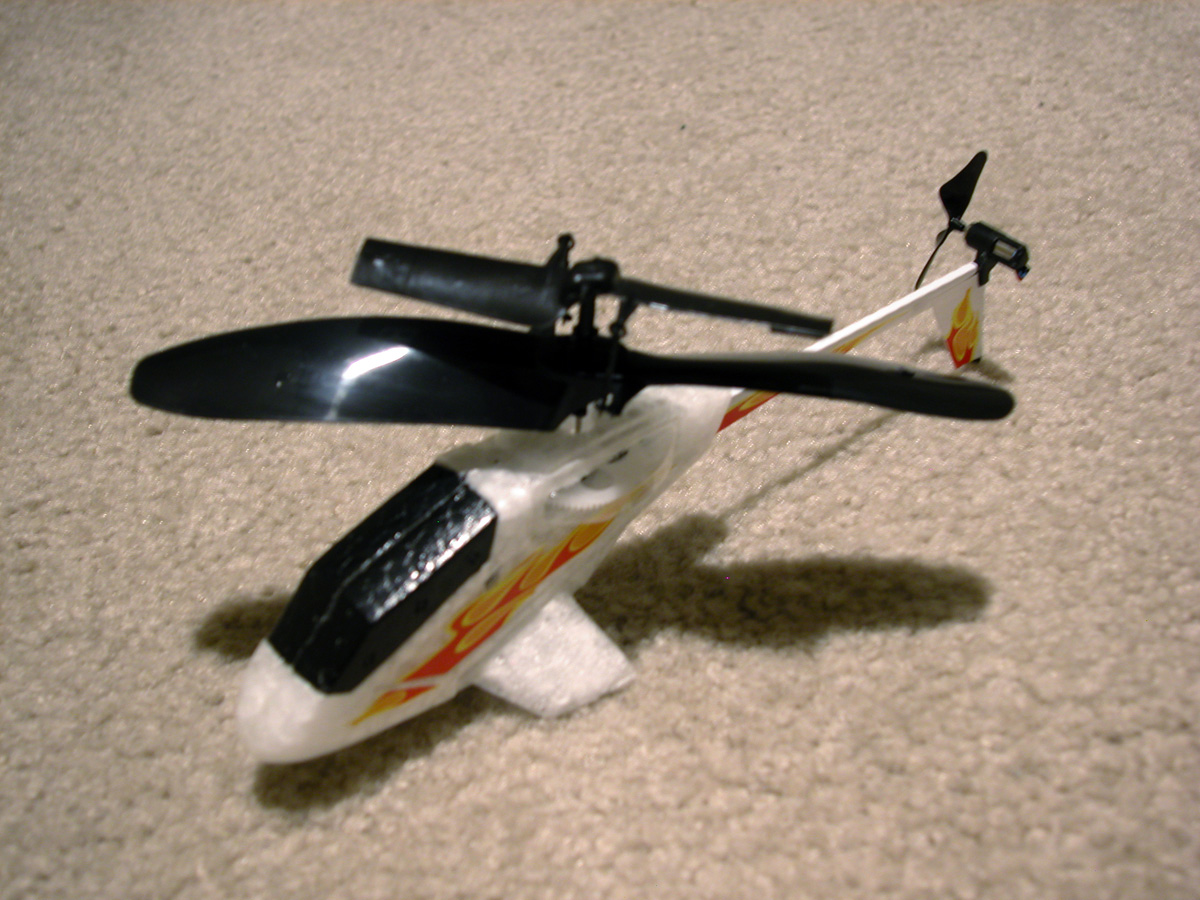
Microelicottero in polistirolo, PicooZ

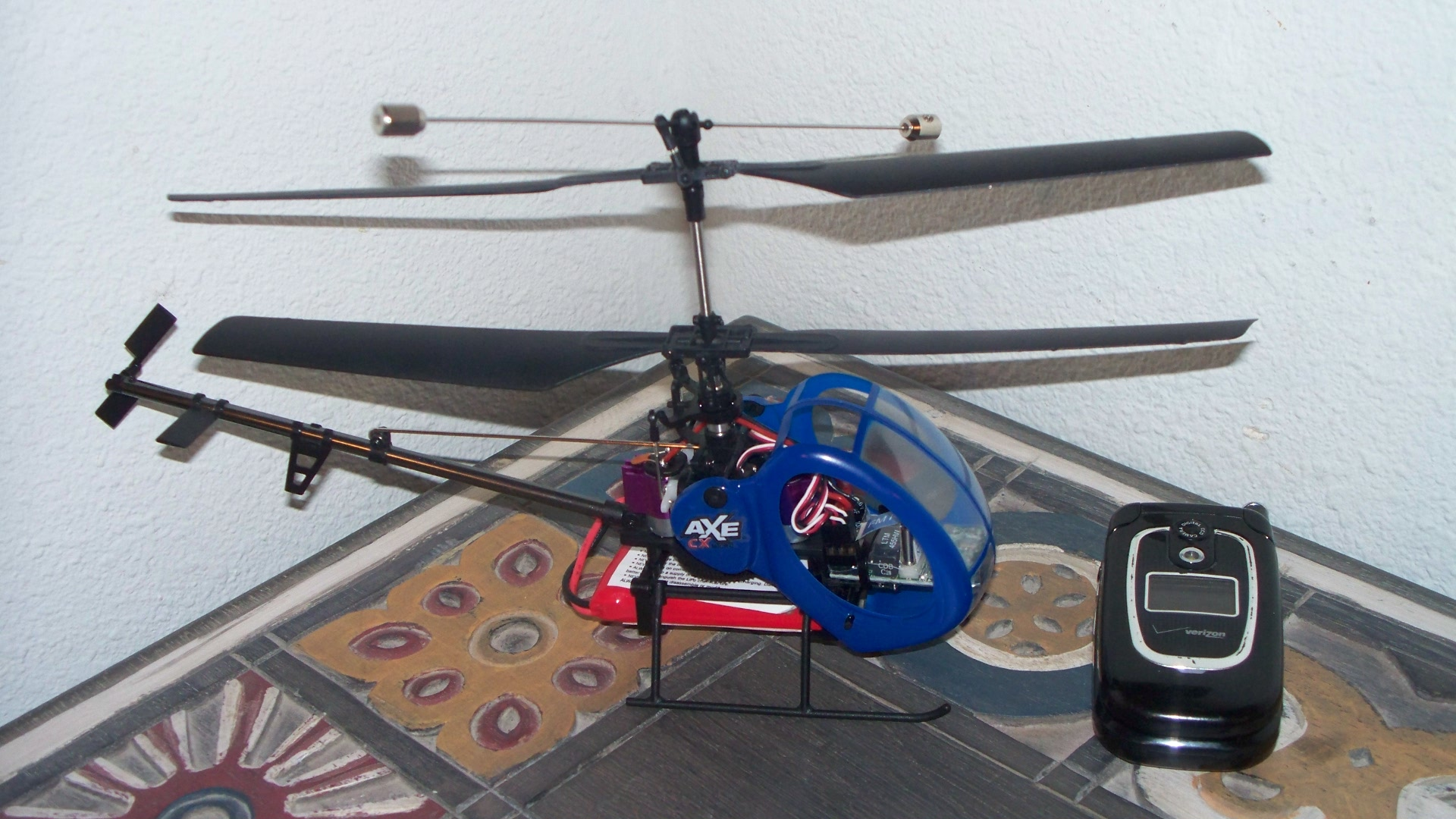
Micrelicottero a rotori controrotanti, vicino a un cellulare

- Micro Boeing CH-47 Chinook 2 assi R/C. Con giroscopio, stabilità in volo notevole.
- Micro Picoo Z: Il più piccolo e leggero al mondo, 17cm di lunghezza, peso inferiore ai 10g.
- Micro AMAZING MICRO 3D APACHE: 3 assi, per volo indoor.

### Microaerei
Alcuni modelli:

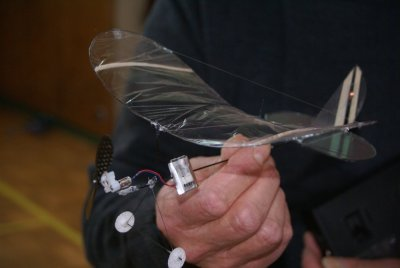
MONO - Martin Newell Envergure: 20cm, peso: 5g motore : DIDEL 4mm, riduttore 5:1, batteria: 20 mAh LiPo, radio: Plantraco 868MHz, fibra di carbonio

- Micro aereo R/C bimotore: peso 6.8g, permette voli in spazi molto ridotti data la bassa velocità. A6 microaereo di 3g, telecomando IR

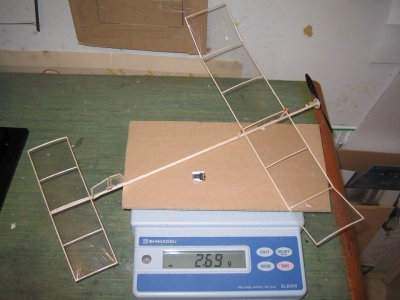
A6 microaereo di 3g, telecomando IR

- Micro aereo "Mini Bee Plane" 2 assi: bimotore. Per indoor e outdoor

### Mini-motoalianti
I motoalianti salgono in quota con un motore e poi discendono:
- Mini motoaliante 3 assi R/C: 107cm apertura lare, portata di 300m
- Mini motoaliante Easy fly R/C AIRPLANE 2 assi: 105cm, portata 150m
- Mini motoaliante Humming R/C 2 assi: 94cm, portata 150m
- Mini motoalianter Orange R/C 2 assi: 155cm, portata 500m

### Microaerei RC scala Pistacchio
La scala Pistacchio (apertura alare non superiore ai 20cm - 8") è una categoria a volo libero con propulsione ad elastico. Qui parliamo di propulsione elettrica e telecomandati IR. BD4 apertura alare 20cm per un peso di 4g. Motore Didel MK04S-10 4/8mm 10ohm. Costruzione amatoriale di K. Tanaka. Il progetto d'Andy Mitas.
Il fondo del modello è fatto per permettere l'accessibilità all'elettronica (il filo della bobina è da 0.03mm). Verso l'impennaggio si trova la batteria LiPo.
Piper Vagabond è un progetto di Bill Hannan; fusoliera è in carta giapponese ézaki. Le ali ricoperte in mylar e colorate con un aerografo. Decalcomanie sopra il mylar.
Ispirato alla "âge d'or" dell'aviazione. Uno dei primi aerei amatoriali (1828); fusoliera ricoperta in carta e ali in Mylar. "vieille toile" fatta con aerografo.
HM210 è una variante del “Pou du Ciel” di Henri Mignet; fusoliera ricoperta in carta giapponese e le ali in mylar.

## Galleria d'immagini

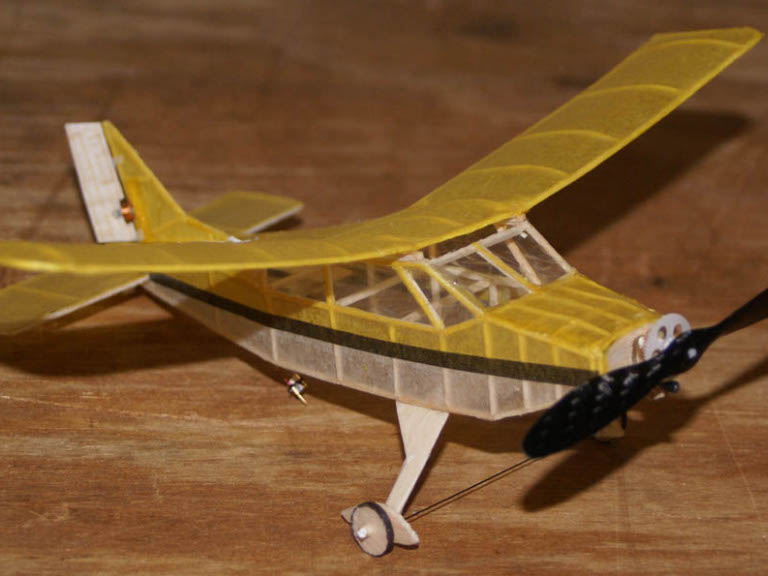
Modello scala Pistacchio di un BD4, apertura alare 8", peso 4g
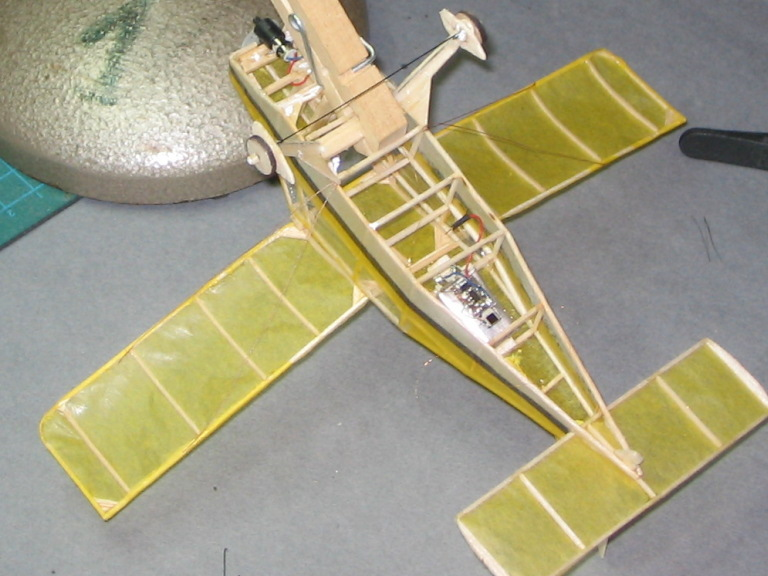
BD4
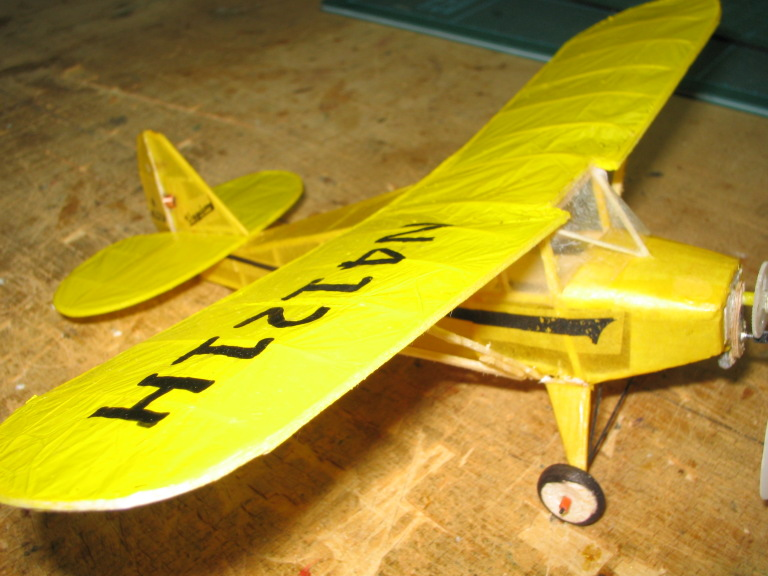
Piper Vagabond, aperture alare 8", peso 3.6g
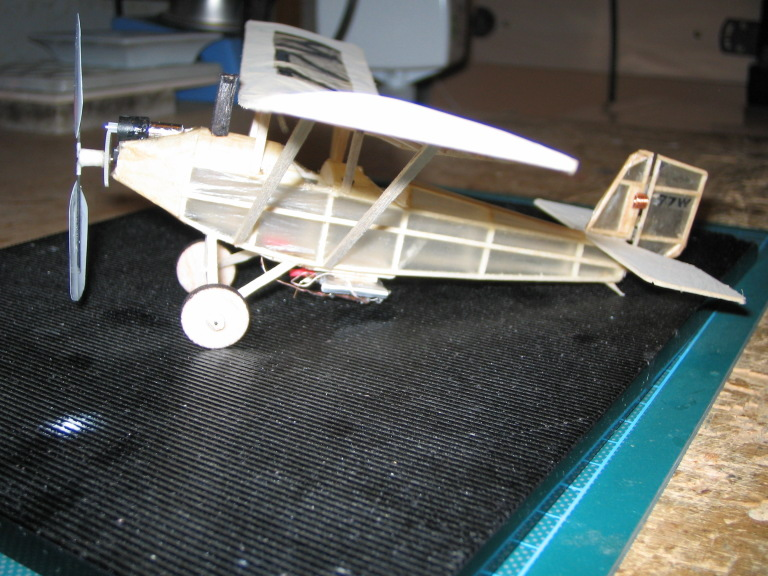
Pietenpol Air Camper, un  progetto di Bob Peck, 20cm, peso 4g
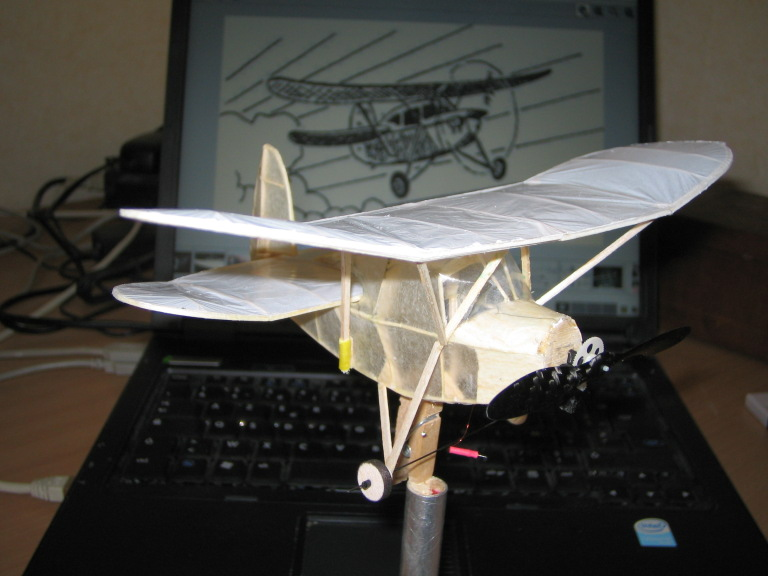
Mignet HM210 di Emanuelle Fillon
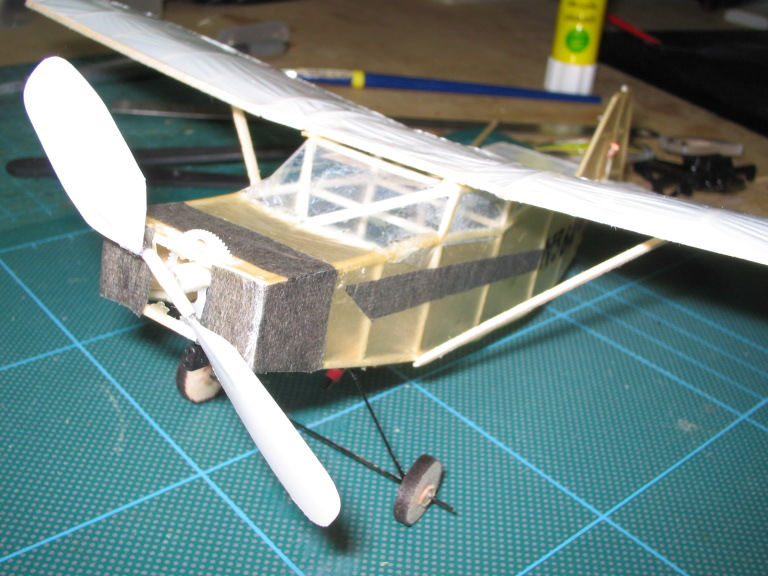
Nesmith Couger,  8", peso 4.5g